# Вірус (фільм, 2016)
Вірус (англ. Viral) — американський фільм жахів 2016 року режисерів Аріеля Шульмана та Генрі Джуста.

## Сюжет
Сестри Емма і Стейсі переїжджають з батьком в нове місто. Там починається епідемія таємничого китайського вірусу, який перетворює людей в монстрів. Оголошено карантин, але дівчинки порушують його правила. На радіо і телебаченні постійно говорять про епідемію якогось вірусу, але ніхто не сприймає це всерйоз. Страшно стає, коли з'являються жертви. В один із днів батько героїнь їде зустрічати їх маму в аеропорт, але не може повернутися, бо в місті оголошено карантин. Він дзвонить дочкам, просить закрити всі вікна і не виходити з дому, щоб не заразитися. Але дівчатка вирішують скористатися свободою і піти на вечірку до друзів. Вони не підозрюють, що цей день стане фатальним. На вечірці Стейсі заразилася, і тепер вона небезпечна для оточуючих. Емма встає перед вибором: рятувати близьку людину або ж бігти від сестри і рятуватися самій. Стейсі теж буде намагатися перемогти вірус, але від нього вже не позбутися.

## У ролях
| Актор               | Роль             |
| ------------------- | ---------------- |
| Софія Блек-Д'Елія   | Емма Дрейкфорд   |
| Аналі Тіптон        | Стейсі Дрейкфорд |
| Трейвіс Тоуп        | Еван Клейн       |
| Machine Gun Kelly   | Сі Джей          |
| Майкл Келлі         | Майкл Дрейкфорд  |
| Джон Котран мол.    | містер Тумі      |
| Стоуні Вестмореланд | Білл             |
| Лінзі Грей          | Грейсі Лемай     |
| Джудіенн Елдер      | місіс Тумі       |
| Філіп Лейбс         | Gangly Kid       |
| Бріенн Гові         | Тара             |

## Реліз
У травні 2015 року Dimension Films планувала випуск фільму на 19 лютого 2016 року але у січні 2016 року було оголошено, що фільм вилучено з розкладу. 2 березня 2016 року Filmyard Holdings продала Miramax компанії beIN Media Group, і Miramax офіційно більше не була компанією-виробником "Вірусу". Фільм вийшов на екрани 29 липня 2016 року на замовлення, а потім вийшов на домашніх носіях 2 серпня 2016 року. Рейтинг фільму на Rotten Tomatoes становить 53% на основі 15 рецензій із середньою оцінкою 4,57/10.